# Se vuoi uccidimi
Se vuoi uccidimi è un singolo del gruppo musicale italiano Zero Assoluto, pubblicato il 23 ottobre 2011 come terzo estratto dal quarto album in studio Perdermi.

## Video musicale
Il relativo videoclip, diretto da Cosimo Alemà, è stato pubblicato il 24 ottobre dello stesso anno.